# Luis Ramírez Aznar
Luis Ramírez Aznar (30 de agosto de 1919 - 1 de mayo de 2001) fue un antropólogo, periodista y escritor mexicano, nacido y fallecido en la ciudad de Mérida, Yucatán. Autor de varios libros sobre la historia y la cultura de Yucatán. Entre otros periódicos, fue colaborador del Novedades de Yucatán durante más de treinta años.

## Obra
Fue autor, entre otros, de los siguientes libros:
- Puuc, testimonios del pueblo maya, Maldonado Editores, Mérida, Yucatán, 1983. Colección Voces de Yucatán.
- Tekax, monografía y apuntes para su historia.
- Auto de fe: Maní.[3]
- De Colón a los Montejo, 1992.
- Con el fuego en la punta de las manos, 1995.
- De piratas y corsarios, 2001.
- La historia del béisbol en Yucatán.
- El saqueo del cenote sagrado de Chichén Itzá, Mérida, Yucatán, Editorial Dante, 1990
- Televisión, radiodifusión y cinematografía en Yucatán, Enciclopedia Yucatanense.[4]
- Felipe Carrillo Puerto, biografía (coautoría con Jaime Orosa Díaz y Faulo M. Sánchez Novelo). Maldonado Editores, 1983.[5]
- Biografía de Nachi Cocom
- Cisteil, el drama de Jacinto Canek, Mérida, México, 1986.